# HMS Royal Oak (08)
HMS Royal Oak (08) var ett brittiskt slagskepp av Revenge-klass tillhörande Royal Navy.

## Historia
Fartyget byggdes i Plymouths hamn och sjösattes den 17 november 1914. Det var 189 meter långt och 32 meter brett. Den totala vikten var 29 000 ton. Royal Oaks systerskepp var HMS Royal Sovereign (05), HMS Revenge (06), HMS Ramillies (07) och HMS Resolution (09).
Royal Oak gick in i tjänst under våren 1916 och deltog i slaget vid Jylland under första världskriget. Mellan 1922 och 1924 blev skeppet uppgraderat med luftvärn. År 1934 gick den igenom en ny renovering, denna gången gällde det bepansringen och torpedsystemet. I mellankrigstiden tjänstgjorde Royal Oak i Medelhavet och från 1938 i den brittiska Home Fleet.
I början av andra världskriget deltog Royal Oak i det resultatlösa sökandet efter Gneisenau. Här blev det helt klart att fartyget hade gjort sitt och var för omodernt eftersom det var alldeles för långsamt. Den 14 oktober 1939 blev Royal Oak, medan hon hade ankrat i Scapa Flow, träffad av torpeder från den tyska ubåten U-47, under ledning av den fruktade kaptenen Günther Prien. Träffarna visade sig vara fatala och inom loppet av femton minuter sjönk skeppet. 833 sjömän omkom i händelsen.